# قلعه شمیران ایوان
قلعهٔ شمیران ایوان، مربوط به دوره ساسانیان و تاریخ قبل از اسلام، واقع در شهرستان ایوان، بخش زرنه، روستای سرتنگ می‌باشد. این اثر در تاریخ ۹ اردیبهشت ۱۳۸۲ با شمارهٔ ثبت ۸۴۵۸ به‌عنوان یکی از آثار ملی ایران به ثبت رسیده است.

## موقعیت جغرافیایی
این قلعه در شهرستان ایوان و بخش زرنه و در فاصلهٔ حدود ۳ کیلومتری روستای سرتنگ در استان ایلام، در بالای بلندترین صخره و پرتگاه منطقه در دامنه ارتفاعات کوه بایه و محصور در تنگهٔ شمیران واقع شده و در سه جهت شمال، جنوب و غرب مشرف به رود مرزی کنگیر قرار دارد. جهت جریان رودخانه کنگیر از جنوب شرق به شمال غرب است و جریان شاخه‌های فرعی نیز از رشته کوه‌های بانکول شمال شرقی حوضه و شره زول در جنوب غربی حوضه را دریافت میکنند سد کنگیر بر روی رودخانه کنگیر و در محل ورودی تنگه شمیران در شهرستان ایوان احداث شده است. از دو طریق میتوان به تنگ شمیران دسترسی پیدا نمود، مسیر اول از طریق ایلام سپس شهر ایوان و بعد از آن دو راهی سومار - زرنه به طول ۷۰ کیلومتر است. مسیر دوم از طریق کرمانشاه، سپس اسلام‌آباد غرب و بعد از آن دو راهی سومار - زرنه به طول ۱۲۵ کیلومتر است. بعد از رسیدن به دو راهی سومار - زرنه از طریق یک جاده محلی میتوان به طرف محدوده سد کنگیر و قلعه شمیران دسترسی پیدا نمود.

## ویژگی‌های قلعه
قلعه شمیران برای نخستین بار در سال ۱۳۸۰ مورد بررسی آقای بیان پیرانی قرار گرفته و سپس این اثر فرهنگی تاریخی در تاریخ ۱۳۸۲/۹/۲ با شماره ۸۴۵۸ به ثبت آثار ملی رسیده است. از ویژگیهای خاص این اثر میتوان به قرار گرفتن در مسیر سایر بناهای ساسانی در حاشیه رود کنگیر مشرف بودن به رودخانه مرزی کنگیر، شیوه ساخت آن در ارتفاعات و ... اشاره کرد. این بنا به طول ۱۴ و عرض ۷ متر با بارویی تقریباً بیضی شکل با برجهای مدور به فواصل نامنظم بر روی صخره های پرتگاه ها ساخته شده است.
بخش‌های مسکونی قلعهٔ شمیران در مرتفع ترین بخش قلعه در جبههٔ شمال غربی شناخته شده است. در منتهی الیه بخش شرقی در دامنهٔ ارتفاعات آثاری از یک اتاقک نگهبانی به چشم میخورد که شاید چون این بخش از بنا صخره‌ای نبوده، این اتاقک نگهبانی را برای این ضلع از قلعه در نظر گرفته‌اند. در بین خصوصیاتی که برای قلعهٔ ساسانی گفته شده به نظر می رسد که تمام فضاهای داخلی آنها با یک پلان موازی ساخته شده اند. این بنا از لاشه سنگ و ملات گچ نیم‌پخته نیم‌کوب ساخته شده است که آثار معماری آن تخریب شده و برای نمایان سازی آن نیاز به کاوش باستان شناسی دارد. مالکیت این اثر دولتی و در اختیار منابع طبیعی است. عوامل طبیعی از جمله فرسایش شدید و بارندگی منجر به سست شدن صخره‌ها و ریزش دیوارها و برج‌های قلعه شده و باروی اطراف آن به شدت تخریب شده است. صعب العبور بودن برج و عدم راه دسترسی سبب شده که دخل و تصرف کمتری در آن صورت گیرد. با این حال در سطح آن حفاری‌های غیرمجاز قابل مشاهده است.
| شماره | شکل سفال   | مواد چسبنده              | رنگ پوشش   | رنگ پوشش   | نوع پوشش      | نوع پوشش      | تکنیک ساخت | تزیین    | گاهنگاری           |
| ----- | ---------- | ------------------------ | ---------- | ---------- | ------------- | ------------- | ---------- | -------- | ------------------ |
| شماره | شکل سفال   | مواد چسبنده              | درونی      | بیرونی     | درونی         | بیرونی        | تکنیک ساخت | تزیین    | گاهنگاری           |
| ۱     | بدنه و لبه | ماسه بادی و ذرات ریز آهک | نخودی آجری | نخودی آجری | لعاب گلی رقیق | لعاب گلی رقیق | چرخ‌ساز     | -        | ساسانی-آغاز اسلامی |
| ۲     | بدنه و کف  | ماسه بادی و ذرات ریز آهک | نخودی آجری | نخودی آجری | لعاب گلی رقیق | لعاب گلی رقیق | چرخ‌ساز     | -        | ساسانی-آغاز اسلامی |
| ۳     | بدنه و لبه | ماسه بادی و ذرات ریز آهک | نخودی آجری | نخودی آجری | لعاب گلی رقیق | لعاب گلی رقیق | چرخ‌ساز     | نقش کنده | ساسانی-آغاز اسلامی |